# Intel·ligència artificial industrial

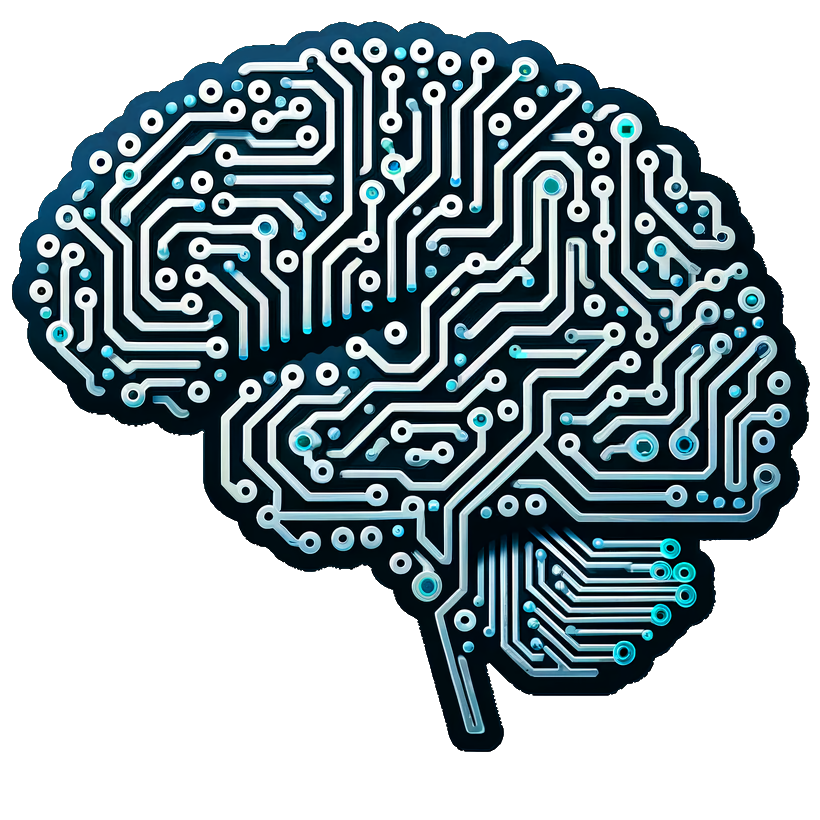
Icona d'intel·ligència artificial Dall-e 3 (gener de 2024). "Dibuixa una icona, amb fons blanc, d'un cervell humà fet de placa de circuits impresos" -- una primera aproximació, tingues en compte que aquesta no és una placa de circuits impresos particularment bona (no hi ha components, només traces -- per què són tan gruixudes? per què hi ha tantes vies?) però és millor que res

La intel·ligència artificial industrial, o IA industrial, normalment es refereix a l'aplicació de la intel·ligència artificial a la indústria i els negocis. A diferència de la intel·ligència artificial general, que és una disciplina de recerca de frontera per construir sistemes informatitzats que realitzen tasques que requereixen intel·ligència humana, la IA industrial es preocupa més per l'aplicació d'aquestes tecnologies per abordar els punts febles industrials per a la creació de valor per al client, la millora de la productivitat, la reducció de costos, l'optimització del lloc, l'anàlisi predictiva i el descobriment d'informació.
La intel·ligència artificial i l'aprenentatge automàtic s'han convertit en elements clau per aprofitar les dades en la producció en els darrers anys a causa de diversos factors: sensors més assequibles i procés automatitzat d'adquisició de dades; capacitat de càlcul més potent dels ordinadors per fer tasques més complexes a una velocitat més ràpida amb un cost més baix; infraestructura de connectivitat més ràpida i serveis al núvol més accessibles per a la gestió de dades i l'externalització de la potència de càlcul.

## Categories
Les possibles aplicacions de la IA industrial i l'aprenentatge automàtic en l'àmbit de la producció es poden dividir en set àrees d'aplicació:
- Anàlisi de mercat i tendències
- Maquinària i equips
- Intralogística
- procés de producció
- Cadena de subministrament
- Edifici
- Producte

Cada àrea d'aplicació es pot dividir encara més en escenaris d'aplicació específics que descriuen escenaris concrets d'IA/ML en producció. Mentre que algunes àrees d'aplicació tenen una connexió directa amb els processos de producció, d'altres cobreixen camps adjacents a la producció com la logística o l'edifici de la fàbrica.
Un exemple de l'escenari d'aplicació Disseny i innovació de processos són els robots col·laboratius. Els braços robòtics col·laboratius són capaços d'aprendre el moviment i la trajectòria demostrats pels operadors humans i realitzar la mateixa tasca. El manteniment predictiu i preventiu mitjançant l'aprenentatge automàtic basat en dades són escenaris d'aplicació exemplars de l'àrea d'aplicació de maquinària i equips.

## Reptes
A diferència dels sistemes completament virtuals, en què les aplicacions d'aprenentatge automàtic ja estan molt esteses avui dia, els processos de producció del món real es caracteritzen per la interacció entre el món virtual i el físic. Les dades es registren mitjançant sensors i es processen en entitats computacionals i, si es desitja, les accions i decisions es tradueixen de nou al món físic mitjançant actuadors o operadors humans. Això planteja grans reptes per a l'aplicació de l'aprenentatge automàtic en sistemes d'enginyeria de producció. Aquests reptes són atribuïbles a la trobada de característiques de processos, dades i models: els alts requisits de fiabilitat del domini de producció, l'alt potencial de risc i pèrdues, la multitud de fonts de dades heterogènies i la manca de transparència de la funcionalitat del model d'aprenentatge automàtic (AA) impedeixen una adopció més ràpida de l'AA en els processos de producció del món real.
En particular, les dades de producció comprenen una varietat de modalitats, semàntiques i qualitats diferents. A més, els sistemes de producció són dinàmics, incerts i complexos, i els problemes d'enginyeria i fabricació són rics en dades però escassos en informació. A més d'això, a causa de la varietat de casos d'ús i característiques de les dades, es requereixen conjunts de dades específics per a cada problema, que són difícils d'adquirir, cosa que dificulta tant els professionals com els investigadors acadèmics en aquest àmbit.

### Característiques del procés i de la indústria
El domini de l'enginyeria de producció es pot considerar com una indústria força conservadora pel que fa a l'adopció de tecnologia avançada i la seva integració en els processos existents. Això es deu a les altes demandes de fiabilitat dels sistemes de producció, resultants del dany econòmic potencialment elevat d'una reducció de l'eficàcia del procés a causa de, per exemple, temps d'inactivitat addicionals no planificats o qualitats insuficients del producte. A més, les especificitats dels equips i productes de mecanitzat impedeixen l'adopció a tota la zona en una varietat de processos. A més de les raons tècniques, l'adopció reticent de l'aprenentatge automàtic es veu impulsada per la manca d'experiència en informàtica i ciència de dades en tot l'àmbit.

### Característiques de les dades
Les dades recollides en els processos de producció provenen principalment de mostrejos freqüents de sensors per estimar l'estat d'un producte, un procés o l'entorn en el món real. Les lectures dels sensors són susceptibles al soroll i només representen una estimació de la realitat sota incertesa. Les dades de producció solen comprendre múltiples fonts de dades distribuïdes que donen lloc a diverses modalitats de dades (per exemple, imatges de sistemes de control de qualitat visual, lectures de sensors de sèries temporals o informació transversal de treballs i productes). Les inconsistències en l'adquisició de dades comporten relacions senyal-soroll baixes, baixa qualitat de les dades i un gran esforç en la integració, neteja i gestió de dades. A més, com a resultat del desgast mecànic i químic dels equips de producció, les dades del procés estan subjectes a diverses formes de desviacions de dades.

### Característiques del model d'aprenentatge automàtic
Els models d'aprenentatge automàtic (ML) es consideren sistemes de caixa negra atesa la seva complexitat i la manca de transparència de la relació entrada-sortida. Això redueix la comprensibilitat del comportament del sistema i, per tant, també l'acceptació per part dels operadors de la planta. A causa de la manca de transparència i l'estocasticitat d'aquests models, no es pot aconseguir cap prova determinista de la correcció funcional que compliqui la certificació dels equips de producció. Donat el seu comportament de predicció inherent sense restriccions, els models d'aprenentatge automàtic són vulnerables a dades errònies o manipulades, cosa que posa encara més en risc la fiabilitat del sistema de producció a causa de la manca de robustesa i seguretat. A més dels elevats costos de desenvolupament i desplegament, les desviacions de dades provoquen elevats costos de manteniment, cosa que és desavantatjosa en comparació amb els programes purament deterministes.

## Processos estàndard per a la ciència de dades en producció
El desenvolupament d'aplicacions d'aprenentatge automàtic (ML), que comença amb la identificació i selecció del cas d'ús i acaba amb el desplegament i el manteniment de l'aplicació, segueix fases dedicades que es poden organitzar en models de processos estàndard. Els models de procés ajuden a estructurar el procés de desenvolupament i a definir els requisits que s'han de complir en cada fase per passar a la següent. Els processos estàndard es poden classificar en genèrics i específics de domini. Els processos estàndard genèrics (per exemple, CRISP-DM, ASUM-DM, KDD, SEMMA o Team Data Science Process ) descriuen una metodologia generalment vàlida i, per tant, són independents dels dominis individuals. Els processos específics de domini, en canvi, consideren peculiaritats i reptes específics d'àrees d'aplicació especials.
El Machine Learning Pipeline in Production és una metodologia de ciència de dades específica d'un domini que s'inspira en el model CRISP-DM i que va ser dissenyada específicament per ser aplicada en camps d'enginyeria i tecnologia de producció. Per abordar els reptes principals de l'aprenentatge automàtic (ML) en enginyeria (característiques dels processos, les dades i els models), la metodologia se centra especialment en l'avaluació de casos d'ús, la consecució d'una comprensió comuna de dades i processos, la integració de dades, el preprocessament de dades de producció del món real i el desplegament i la certificació d'aplicacions de ML del món real.